# Robert Kwaśniak
Robert Kwaśniak (ur. 11 maja 1966 w Warszawie) – polski prawnik, urzędnik, menedżer, były wiceminister finansów.

## Życiorys
W 1992 ukończył studia na Wydziale Prawa i Administracji Uniwersytetu Warszawskiego. W czasie pracy w Ministerstwie Finansów w latach 1997–2003 zajmował stanowiska zastępcy dyrektora oraz dyrektora departamentu, a także zastępcy dyrektora generalnego. Ukończył aplikację sądową i radcowską, uzyskał uprawnienia doradcy podatkowego.
W latach 2002 do 2004 w Ministerstwie Finansów pełnił funkcję przewodniczącego komitetu sterującego w ramach projektów infrastrukturalnych i szkoleniowych finansowanych ze środków unijnych (Phare). W latach 2003–2004 zajmował stanowisko podsekretarza stanu i szefa Służby Celnej.
Był przewodniczącym państwowej komisji egzaminacyjnej ds. kwalifikacji zawodowych w obrocie towarowym z zagranicą oraz członkiem Państwowej Komisji Egzaminacyjnej ds. doradztwa podatkowego Ministra Finansów. W latach 2004–2008 pełnił funkcję przewodniczącego Krajowej Komisji Rewizyjnej Krajowej Izby Doradców Podatkowych. W latach 2007–2011 zajmował stanowisko dyrektora zarządzającego Centrum Rozwoju Zasobów Ludzkich, instytucji finansowej powołanej w ramach systemu zarządzania Programu Operacyjnego Kapitał Ludzki.
W latach 2011–2013 członek rady nadzorczej Węglokoksu, następnie objął stanowisko wiceprezesa do spraw finansowych w ramach zarządu tej grupy kapitałowej. W 2016 był natomiast członkiem zarządu Polskiej Grupy Górniczej.
W 1997 odznaczony Brązowym Krzyżem Zasługi.